# وودفوردز (کالیفرنیا)
وودفوردز (به انگلیسی: Woodfords) یک منطقهٔ مسکونی در ایالات متحده آمریکا است که در شهرستان آلپاین، کالیفرنیا واقع شده‌است. وودفوردز ۱۵۰ نفر جمعیت دارد و ۱٬۷۱۲ متر بالاتر از سطح دریا واقع شده‌است.